# Marieberg Galleria
Marieberg Galleria, är en stor galleria på Mariebergs handelsområde vid E20, ca 7 km söder om Örebro i riktning mot Göteborg. I samma område som gallerian, både norr och söder om den, finns flera varuhus, som exempelvis Ikea, Bauhaus, Elgiganten och Power.
Marieberg Gallerias historia började egentligen 1978 då Kooperativa Förbundet lät bygga en stor OBS!-enhet 9 km söder om Örebro i riktning mot Kumla. 1983 kontaktade KF Centrumutveckling Örebro kommun för att få hjälp med en utveckling av centrumet, vilket resulterade i att huset byggdes om till ett regionalt köpcentrum. Coop har fortfarande en stor butik i gallerian.  
År 2002 förvärvades Marieberg Centrum av Steen & Strøm AB och de blev då hundraprocentig ägare.
Under årens lopp har centrumet genomgått större renoveringar sedan det öppnades 1988. Fysiska om- och tillbyggnader har pågått sedan år 2007. Dessutom har det tillkommit nya parkeringsplatser, cirkulationsplatser och tillfartsvägar. Nu finns det ca 100 butiker, kaféer, restauranger på en yta av 44 000 m², vilket har gjort Marieberg Galleria till en av Sveriges modernaste gallerior.
Dessutom är den en av Sveriges största gallerior. Mariebergs handelsområde har en av Sveriges största gallerior.
27 augusti 2009 nyinvigdes centrumet och bytte samtidigt namn till Marieberg Galleria.